# Типографское клише
Типографское клише́ (фр. cliché) — типографский шаблон (печатная форма) для серийной печати оттисков текста и иллюстраций (рисунки и фотографии).

## Описание
В графических искусствах — копия вырезанного на дереве или металле изображения, служащая для размножения его отпечатков.
В зависимости от характера репродуцируемого оригинала различают клише штриховое и растровое. Клише штриховое получают с изображения (оригинала), состоящего из линий, штрихов, заливных фонов одинаковой насыщенности (рисунок пером, оттиск с гравюры, чертежи). Клише растровое - с полутонового изображения, состоящего из элементов различной насыщенности (фотография, рисунок акварелью, маслом).

### Типография
В типографском деле клише называется копия со штампа большой заглавной буквы, виньетки, целого слова, фразы или страницы, набранных типографским шрифтом, с доски политипажного рисунка и прочее, изготовляемая посредством отливки из легкоплавкого металла (клиширования). Самый простой способ получить такое клише, если не имеется готовой углублённой медной формы для его отливки (матрицы), состоит в следующем: в плоскую, сделанную из твердой бумаги или картона коробку, с загнутыми краями, наливают легкоплавкий металл, обыкновенно употребляемый для литья шрифта, и когда этот металл, начиная остывать, превращается в полужидкую, кашеобразную массу, в него сильно нажимают рукой оригинал, предварительно прикреплённый к одному из концов деревянного штабика. Если оригинал резан из твердого металла, то можно также получить его оттиск в более мягком металле посредством ударов молотка. Сделанную тем или другим образом копию, воспроизводящую оригинал не выпукло, а углубленно и в обратном виде, тщательно натирают порошком болуса или графита и поступают с нею так же, как с оригиналом, то есть оттискивают её в полужидком легкоплавком металле, и, таким образом, получают точное воспроизведение оригинала уже в прямом виде, которое, будучи освобождено от окружающих ненужных частей металла и насажено на деревянную ножку или припаяно к оловянной подставке надлежащей высоты, может быть употребляемо вместе с обыкновенным типографским набором. Этот первоначальный способ изготовления клише значительно облегчен изобретением особой клишировальной машины.
Ещё более удобно стало получать типографские клише после изобретения стереотипии и применения к делу гальванопластики (гальванопластическое клише, гальвано) и, наконец, целлулоида. Современное клише изготавливается с помощью химического травления в соответствии с типом металла и применением специальных добавок, а также с помощью фрезерной обработки на станках с ЧПУ на основе изображения в электронном виде.
Отдельно следует упомянуть тампонную печать, где полимерное или металлическое клише служит «емкостью» для краски, которая с помощью силиконовых тампонов переносится на различные предметы, имеющие неправильную форму (авторучки, зажигалки и т. д.), а также флексопечать, где полимерная форма (однородная или на металлической основе) используется в качестве печатной формы (печать на полиэтиленовых пакетах, на бумаге, на мешковине, на различных пластиках).

### Фотография
В фотографическом производстве название клише дается светописным снимкам на стекле, так называемым негативам и позитивам.

### Гравировка

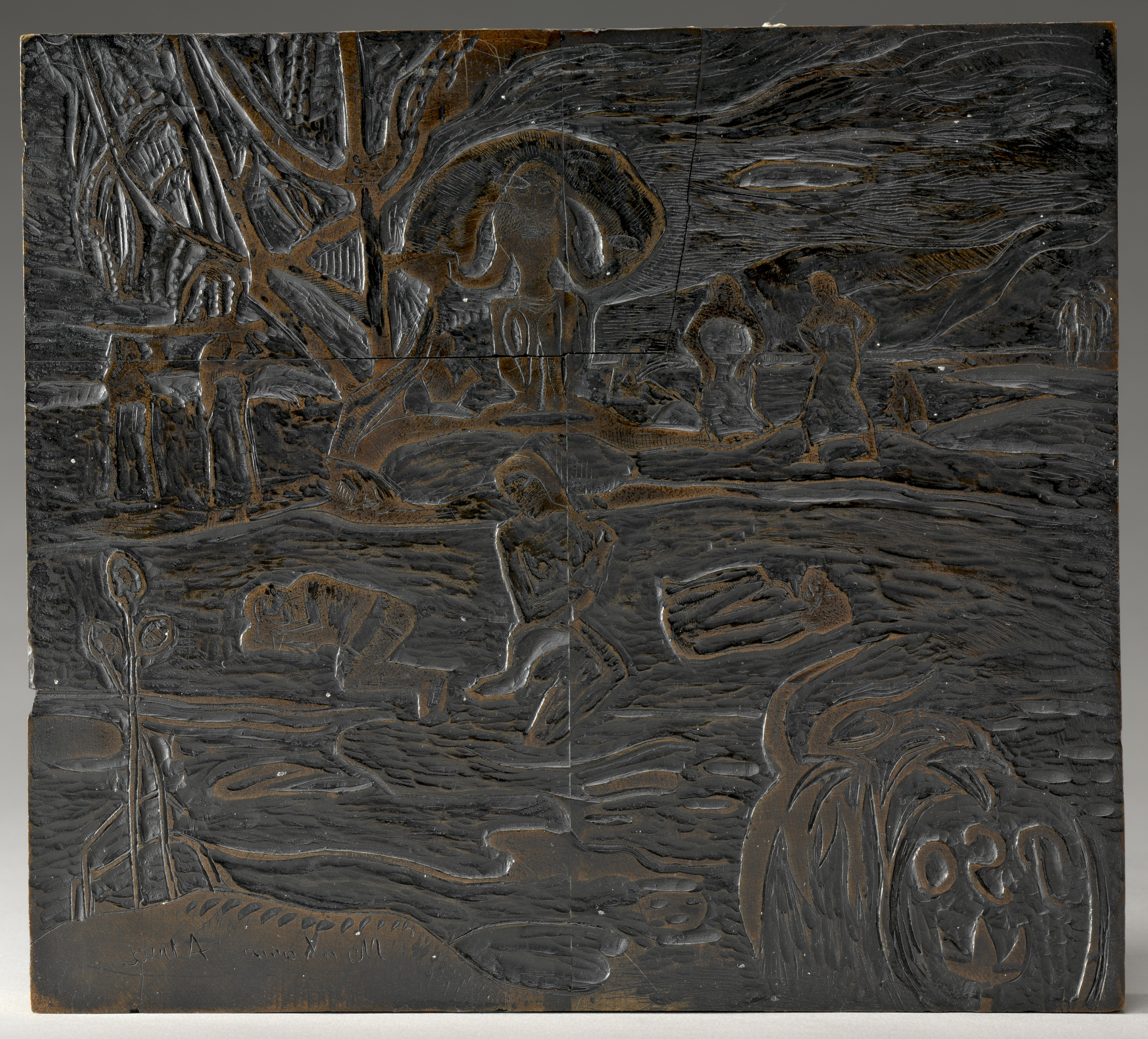
Деревянное клише

В художественном гравировании на меди и на стали, название клише присвоено копиям с гравированных досок, изготовляемым при помощи гальванопластики и заменяющим их при печатании эстампов в том случае, когда надо получить большое количество оттисков и сберечь оригинальную доску от порчи, неизбежной при многократных набиваниях её краской и прокатывании между валами печатного станка. В настоящее время почти ни одна доска, мало-мальски хорошо гравированная бюренистом или аквафортистом, не поступает в руки печатника, а воспроизводится в нескольких гальванопластических клише, с которых, по покрытии их тончайшим слоем гальванопластической же стали, и делаются оттиски в потребном числе экземпляров; сама же подлинная доска сохраняется на случай будущего употребления. Равным образом, и политипажные гравюры, в большинстве случаев, печатаются не с оригинальных деревянных досок, а с металлических клише, изготовленных по ним гальванопластически, причем применение к их производству фотографии даёт возможность произвольно уменьшать размеры политипажей и превращать работу гравёра в чрезвычайно тонкую, почти микроскопическую.

## Современная печать
Современное типографское клише — металлическая (реже — полимерная) форма для переноса (тиснения) на бумагу или пластик (обложку книги) тонированного слоя, как правило, металлизированного, с полимерной основы (обычно — лавсановая плёнка) с помощью одновременного воздействия давления (100 кг — 350 тонн) и высокой температуры (100—130°С). Используется клише в основном для создания «металлического» эффекта, нанесения фактурных изображений на натуральную и искусственную кожу, а также для придания бумаге и пластикам рельефа (конгрев, англ. embossing), либо наоборот — сглаживания текстуры бумаги (блинт, англ. debossing). Конгревные клише широко применяются в так называемых «комбинированных» формах для вырубки, когда одним ударом пресса производится одновременное придание рельефа и высечка обрабатываемого материала. Существует обособленный и редкий тип применения — так называемый «kiss-cutting» — надсечка бумаги острыми кромками изображения на типографском клише. Типографские клише бывают плоскими, полукруглыми, в виде диска или вала, а также в виде наборного шрифта в специальном пенале. Используемые материалы для производства современных клише — магний, медь, латунь, полимер (силикон). Цинк перестали применять в силу высокой токсичности отходов, возникающих при его обработке, а сталь применяется теперь только в механически гравированных валах «эмбоссеров», придающих обоям, салфеткам или упаковке сливочного масла необходимый узор или текстуру. Все остальные материалы и виды печати сегодня, можно сказать, не имеют отношения к понятию «типографское клише», которое, в свою очередь, утратило свой первоначальный смысл в виду исчезновения таких видов печати, где оно применялось. Теперь правильное название таких штампов — «клише для тиснения» и «клише для конгрева». Именно под этими названиями их знают нынешние полиграфисты и именно процессу тиснения (припрессовки фольги) и конгреву такие названия полностью отвечают.
Кроме того, в 21-м веке в моду вернулась высокая печать, где традиционно применялись классические металлические стереотипы в качестве печатной формы. Благодаря «винтажному» внешнему виду печатной продукции, большому выбору старых и недорогих печатных станков, простоте печати, современное клише вернуло себе исторический статус типографского.
Альтернативные технологии формирования «металлического» эффекта на изображении, такие как печать металлизированными красками, бронзирование, холодное тиснение фольгой, фольгирование по тонеру, использование типографского клише не предусматривают.